# Bizarro (Six Flags New England)
Superman The Ride (eerder Superman: Ride of Steel en Bizarro) is een stalen megacoaster in het Amerikaanse attractiepark Six Flags New England te Springfield. De achtbaan is onder achtbaanfans erg populair, vanwege zijn zeer soepele rit. Mede hierdoor is de achtbaan al regelmatig verkozen tot beste stalen achtbaan ter wereld.

## Transformatie
Eind 2008 onthulde Six Flags dat de achtbaan een transformatie zou krijgen, (samen met Medusa) naar het Bizarro-thema. Bizarro was de slechte kloon van Superman. Als onderdeel van deze transformatie kreeg de achtbaan onder andere vuureffecten en met mist gevulde tunnels. Ook ontving de achtbaan nieuwe treinen, met een audio-installatie aan boord. Inmiddels zijn de vuureffecten weer verwijderd, om dienst te doen bij de gerenoveerde achtbaan Texas Giant in Six Flags Over Texas. In 2016 werd de achtbaan terug getransformeerd in Superman The Ride.

## Ongevallen en incidenten
- In 2001 stopte een trein aan het einde van de rit niet. Hierdoor reed de trein de andere trein van achteren aan, wat resulteerde in 22 gewonden.
- In 2003 viel een man uit de achtbaan, en vond hierbij de dood. Door onderzoekers werden als oorzaken aangewezen: de omvang van het slachtoffer, de handicap van het slachtoffer (hersenverlamming) en het falen van de medewerker om goed te controleren of de beugel vastzat. Door dit ongeval werden een aantal aanpassingen gedaan aan de trein, waaronder een veiligheidsband om de benen.

## Ranglijsten
| Plaats | 10 | 2 | 2 | 1 | 2 | 2 | 1 | 1 | 1 | 1 | 2 | 2 |

| Plaats | 3 | 4 | 2 | 2 |

| Plaats | - | 1 | 2 | 2 | 2 | 1 | 1 | 1 | 1 | 1 | 1 |